# فرودگاه تروآ (فرانسه)
فرودگاه تروآ (شهر)  (به انگلیسی: Troyes – Barberey Airport) (به زبان بومی: Aéroport de Troyes - Barberey) یک فرودگاه همگانی با کد یاتا QYR است که یک باند فرود آسفالت دارد و طول باند آن ۱۶۵۰ متر است. این فرودگاه در کشور فرانسه قرار دارد و در ارتفاع ۱۱۸ متری از سطح دریا واقع شده است.